# Border Reivers (Rugby)
Die Border Reivers waren eine professionelle Rugby-Union-Mannschaft aus Schottland. Sie spielte von 1999 bis 2007 in der Celtic League und wurde danach aufgelöst. Die Heimspiele fanden im Netherdale-Stadion in Galashiels statt.

## Geschichte
Rugby hat eine lange Tradition in den Scottish Borders, so war die Border League die erste Liga des Sports weltweit. Bei der Einführung des Heineken Cups unternahm die Scottish Rugby Union den Versuch, regionale Teams zusammenzustellen, um mit den Topclubs aus England, Frankreich, Irland und Wales mithalten zu können. Die Scottish Borders waren Teil dieser Überlegungen, wurden jedoch wenig später aufgrund von finanziellen Schwierigkeiten mit dem Verein aus Edinburgh zu den „Edinburgh Reivers“ zusammengeführt. 2002 wurde das Team wieder als eigenständige Mannschaft aufgestellt und trat als „The Borders“ in der Celtic League an.
Am 27. März 2007 gab der schottische Verband die Auflösung der Reivers bekannt, um Kosten zu sparen. Mit dem Ende des Vereins wechselten viele Spieler zu den Glasgow Warriors, einem der zwei übrig gebliebenen Proficlubs in Schottland. Infolge der Entscheidung des Verbands hat sich eine Initiative zum Wiederaufbau eines Teams in der Region gebildet; ein Vorhaben, das bislang aber noch keinen Erfolg hatte.

## Bekannte Spieler
| - Gary Armstrong (Schottland) - Kelly Brown (Schottland) - Chris Cusiter (Schottland) - Simon Danielli (Schottland) - Nick De Luca (Schottland) - Bruce Douglas (Schottland) | - Ross Ford (Schottland) - Gavin Kerr (Schottland) - Scott MacLeod (Schottland) - Semo Sititi (Samoa) - Gregor Townsend (Schottland) - Nikki Walker (Schottland) |